# Lights (singel Ellie Goulding)
Lights – szósty singel z debiutanckiego albumu angielskiej wokalistki Ellie Goulding zatytułowanego Lights. Napisana przez samą artystkę oraz Richarda Stannarda i Asha Howsa. Pierwotnie wydany 13 marca 2011 roku w Wielkiej Brytanii utwór stał się tzw. "sleeper hitem" w Stanach Zjednoczonych, gdzie rok i 3 miesiące po wydaniu w tamtym kraju w maju 2011 roku dostał się na drugie miejsce notowania Billboard Hot 100 utrzymując się na nim przez 2 tygodnie. Reżyserią teledysku do piosenki zajęła się Sophie Muller i miał on premierę 20 stycznia 2011 roku na kanale artystki na portalu Youtube.

## Lista utworów
- UK digital EP[4]

1. "Lights" (Single Version) – 3:30
2. "Only Girl in the World" (Live Lounge Acoustic Version) – 4:07
3. "Lights" (Bassnectar Remix) – 4:36
4. "Lights" (Shook Remix) – 3:49
5. "Lights" (MK Charlee Dub) – 5:04
6. "Lights" (Max Gordon Remix) – 4:49

- US and Canadian digital EP – The Remixes Pt. 1[5][6]

1. "Lights" (Bassnectar Remix) – 4:36
2. "Lights" (MK Charlee Dub) – 5:05
3. "Lights" (Max Gordon Remix) – 4:49
4. "Lights" (Shook Remix) – 3:49

- US and Canadian digital EP – The Remixes Pt. 2[7][8]

1. "Lights" (Fernando Garibay Remix) – 4:03
2. "Lights" (Captain Cuts Remix) – 4:11
3. "Lights" (Ming Remix) – 4:57
4. "Lights" (RAC Mix) – 5:44

## Notowania
| Lista (2011–12)                  | Najwyższa pozycja |
| -------------------------------- | ----------------- |
| Belgian Singles Chart (Flanders) | 14                |
| Belgian Singles Chart (Wallonia) | 12                |
| Canadian Hot 100                 | 7                 |
| Czech Airplay Chart              | 22                |
| French Singles Chart             | 29                |
| Japan Hot 100                    | 65                |
| New Zealand Singles Chart        | 16                |
| Polish Airplay Chart             | 1                 |
| Slovak Airplay Chart             | 10                |
| UK Singles Chart                 | 49                |
| US Billboard Hot 100             | 2                 |
| US Adult Contemporary            | 17                |
| US Adult Pop Songs               | 4                 |
| US Hot Dance Club Songs          | 32                |
| US Pop Songs                     | 1                 |
| US Rock Songs                    | 37                |

| Kraj              | Certyfikat  |
| ----------------- | ----------- |
| Nowa Zelandia     | Gold        |
| Stany Zjednoczone | 3× Platinum |